# Kristjan Asllani
Kristjan Asllani (Elbasan, 2002. március 9. –) albán válogatott labdarúgó, középpályás, 2023-tól az Inter játékosa.

## Pályafutása

### Klubcsapatokban
Asllani az olasz Empoli akadémiáján nevelkedett, a felnőtt csapatban 2021. január 13-án debbütált egy Napoli elleni olasz kupamérkőzésen. A Serie A-ban 2021. szeptember 22-én debütált a Cagliari csapata ellen. A 2022–2023-as szezonban kölcsönben az Internazionale csapatában futballozott, amellyel olasz kupa- és szuperkupa győztes, valamint UEFA-bajnokok ligája-ezüstérmes lett.

### Válogatott
Többszörös albán utánpótlás-válogatott. Az albán felnőtt válogatottban 2022. március 26-án debütált Spanyolország ellen.

## Sikerei, díjai
- Internazionale
  - Olasz kupagyőztes: 2022–23
  - Olasz szuperkupagyőztes: 2022